# Ivan & The Parazol
Ivan & The Parazol sind eine ungarische Garage-Rock Band aus Budapest.

## Geschichte
2010 wurde die Band im ungarischen Music Television in der Kategorie „Brand New Bands“ nominiert.
2013 spielte die Band auf namhaften Festivals wie dem Sziget und dem South by Southwest.
Ebenfalls 2013 gewannen sie bei den MTV Europe Music Awards die regionale Auszeichnung für den besten ungarischen Act.
2014 wurde das Lied Take My Hand der offizielle Promo-Song des South by Southwest 2014 und History vom zweiten Album wurde die Hymne für das Sziget 2014.

## Diskografie

### Alben
- 2012: Mama Don’t You Recognize Ivan & The Parazol? (Modernial Records)
- 2014: Mode Bizarre (Gold Record Music)
- 2015: The All Right Nows (Modernial Records)
- 2019: Exotic Post Traumatic (Butler Records)
- 2021: Budai Pop (Modernial Records)
- 2025: Belle Époque (Berg Records)

### EPs und Singles
- 2012: Sellin’ My Soul
- 2012: Yellow Flavour
- 2012: Take My Hand
- 2015: Modernial
- 2015: Grand Club

## Musikvideos
| Jahr | Titel                               | Regisseur                   |
| ---- | ----------------------------------- | --------------------------- |
| 2010 | Marshall                            | Ambrus Hernádi              |
| 2011 | In Air                              | Ambrus Hernádi, Dávid Ebner |
| 2012 | Take My Hand                        | Máté Bögi                   |
| 2013 | Sellin' My Soul                     | Máté Bögi                   |
| 2014 | Love Is Like (Bourbon On the Rocks) | István Balázsy              |
| 2015 | Modernial                           | Gergely Szirmai             |
| 2015 | Cold & Deep                         | Damokos Attila              |